# Майчински капитал
Майчинският (семеен) капитал е форма на държавна подкрепа за руските семейства, отглеждащи деца. Тази помощ се предоставя от 1 януари 2007 г. при раждането или осиновяването на второ, трето или следващо дете с руско гражданство, при условие че родителите не са упражнили правото на допълнителни мерки за държавна подкрепа. През 2017 г. Пенсионният фонд на Русия изразходва 312 милиарда рубли за майчински капитал.

## Размер на майчинския капитал
| Година | Размер на майчинския капитал (рубли) |
| 2007   | 250 000,00                           |
| 2008   | 276 250,00                           |
| 2009   | 312 162,50                           |
| 2010   | 343 378,80                           |
| 2011   | 365 698,40                           |
| 2012   | 387 640,30                           |
| 2013   | 408 960,50                           |
| 2014   | 429 408,50                           |
| 2015   | 453 026,00                           |
| 2016   | 453 026,00                           |
| 2017   | 453 026,00                           |
| 2018   | 453 026,00                           |

От 01 януари 2018 г. до 01 януари 2020 г. майчинският капитал не се индексира (тъй като част 2 от член 6 от Федералния закон от 29 декември 2006 относно индексацията на размера на майчиния капитал е спряна, Федерален закон от 19 декември 2016).

## Кой има право на майчински капитал
В съответствие със руското законодателство, правото на получаване на майчински капитал имат:
- Жена с руско гражданство, която е родила (или осиновила) две или повече деца от 1 януари 2007 г.
- Мъж с руско гражданство, който е единственият осиновител на едно или повече деца, ако съдебното решение за осиновяване е влязло в сила след 1 януари 2007 г.
- Бащата (осиновителя) на детето (независимо от гражданството), в случай на прекратяване на правото на допълнителни мерки на държавна издръжка за жената, родила (осиновила) детето, поради например смърт, лишаване от родителски права и др.
- Непълнолетно дете или редовен ученик до навършване на 23-годишна възраст, след прекратяване на правото на допълнителни мерки за държавна подкрепа за бащата (осиновителя) или жената, която е единственият родител (осиновител).

В подкрепа на правото на получаване на средства за майчински капитал се издава удостоверение, издадено от държавата.